# Fabian Nicieza
Fabián Nicieza (Buenos Aires; 31 de diciembre de 1961) es un escritor y editor de cómics argentino-estadounidense. Es reconocido por su trabajo en títulos de Marvel como X-Men, X-Force, New Warriors, Cable, Deadpool y Thunderbolts, en los cuales ayudó a crear numerosos personajes. Él es el creador oficial de Deadpool.

## Primeros años
Nicieza nació en Buenos Aires, Argentina, hijo de Omar e Irma Riguetti Nicieza. Tenía cuatro años cuando su familia se trasladó a Estados Unidos. Al crecer en Nueva Jersey, Nicieza aprendió a leer y escribir en inglés con los libros de historietas. Estudió en la Universidad Rutgers y trabajó en la cadena de televisión ABC antes de graduarse en 1983 con un título en publicidad y relaciones públicas. Su hermano es Mariano Nicieza, también escritor de cómics y editor.
Hasta 1985, Nicieza trabajó para el Grupo Editorial Berkley, comenzando en el departamento de producción y llegando a convertirse en jefe de redacción.

## Carrera

### Marvel Comics
En 1985, Nicieza se unió al personal de Marvel Comics, inicialmente como asistente de producción, pasando posteriormente al departamento de promociones como gerente de publicidad. Durante este período comenzó a tomar su primer trabajo independiente para Marvel, la escritura de artículos cortos para la revista promocional Marvel Age.
La primera historia de Nicieza publicada por Marvel llegó con Psi-Force N.º 9 (de julio de 1987), un título de corta duración. Esto lo llevó a convertirse en escritor regular de ese título desde el # 16 (febrero de 1988) hasta el # 32 (junio de 1989), el último número. Luego pasó a trabajar en títulos como Classic X-Men, y en 1989 en Atlantis Attacks.
Después de que Tom DeFalco, entonces editor en jefe de Marvel, creara el grupo de superhéroes de New Warriors, seleccionó a Nicieza para escribir la serie spin-off. Nicieza recordó: "Tomé la asignación por dos razones. En primer lugar, vi un gran potencial en estos personajes que ya habían sido considerados inútiles. Y en segundo lugar, realmente quería escribir un libro mensual". Con la colaboración de dibujantes como Mark Bagley y más tarde Darick Robertson, Nicieza se dedicó a escribir la mayor parte de los primeros 53 números (desde julio de 1990 hasta noviembre de 1994). Años después, Nicieza dijo que consideraba los primeros 25 números de New Warriors como el mejor trabajo de su carrera.
También en 1990 comenzó con tiras cortas en cómics tales como Alpha Flight (# 87-101), Vengadores (# 317-325) y Avengers Spotlight, así como la miniserie de Nomad, que a su vez lo llevó a escribir el volumen 2 de la serie Nomad Course en 1992. Ese año, Nicieza se convirtió en editor de la edición juvenil de Marvel, Star Comics. Poco después, abandonó la editorial Marvel y comenzó a escribir de manera independiente para la empresa. Los proyectos de Nicieza en este periodo incluyen los primeros cuatro números de los superhéroes aprobados por la Liga Nacional de Fútbol NFL SuperPro (de octubre de 1991 a febrero de 1992), y, junto al dibujante Kevin Maguire, la miniserie de cuatro números Adventures of Captain America (de septiembre de 1991 a enero de 1992), un relato de origen ubicado en la década de 1940.